# John Farquhar Fulton
Pour les articles homonymes, voir John Fulton.
John Farquhar Fulton (1er novembre 1899 - 29 mai 1960) est un neurophysiologiste et historien des sciences américain. Il a reçu de nombreux diplômes de l'Université d'Oxford et de l'Université Harvard. Il a enseigné à la Magdalen College School of Medicine d'Oxford et est devenu plus tard le plus jeune professeur Sterling (en) de physiologie à l'université Yale. Ses principales contributions concernaient la neurophysiologie des primates et l'histoire des sciences.

## Jeunesse et éducation
John Farquhar Fulton est né à Saint Paul, Minnesota, il est le plus jeune de 6 enfants :S7 de Edith Stanley Wheaton et John Farquhar Fulton, un ophtalmologiste qui a aidé à fonder l'université du Minnesota:561. Il a étudié à l'université du Minnesota de 1917 à 1918, puis a été transféré à l'Université de Harvard, où il a obtenu un Baccalauréat universitaire en sciences en 1921:S7-S8. À partir de 1921, il étudia la neurophysiologie au Magdalen College d'Oxford en tant que boursier Rhodes, obtenant un Baccalauréat universitaire en lettres avec mention très bien en 1923:S8. Puis, en tant que boursier Christopher Welch au Magdalen College, il a obtenu une maîtrise et un doctorat en 1925:S8. Il obtient ensuite un doctorat en médecine de Harvard en 1927:S8. Après son passage à Harvard, il a concentré ses études sur la neurochirurgie au Brigham and Women's Hospital (en) de Boston sous la direction de Harvey Cushing:S8. Il est ensuite retourné à Oxford pour recevoir un doctorat en sciences en 1941 et un en littérature en 1957:561. Il a été hospitalisé pour diabète sucré en 1950 et pour troubles cardiaques en 1957. Il est décédé à l'âge de 60 ans d'une insuffisance cardiaque:S25-S26.

## Leadership
Fulton a enseigné comme démonstrateur en physiologie pendant deux ans à l'Université d'Oxford à partir de 1923:561. Il a enseigné brièvement à la Magdalen College School of Medicine de 1928 à 29:S9, puis transféré à l'université de Yale, devenant le plus jeune professeur sterling de physiologie:561.
Son leadership s'étendait à l'extérieur de la salle de classe. Ses postes comprenaient l'éditeur du Journal of Neurophysiology:561 ; créateur de la Yale Aeromedical Research Unit en 1940:561 ; président du Sous-comité sur les archives historiques du Conseil national de recherches:562, membre du Comité sur la médecine aéronautique ; administrateur de l'Institute for Advanced Study de l'Université de Princeton en 1942:562 ; président de la History of Science Society de 1947 à 1950 :S12 ; premier président du Yale Department of History and Medicine en 1951, avec Harvey Cushing et Arnold Klebs:560, et directeur du Journal of the History of Medicine and Allied Sciences (en) de 1951 à 1960:562.

## Contributions

### Histoire des sciences
Fulton a fortement encouragé l'ajout des sciences humaines dans les domaines scientifiques en plaçant l'histoire des sciences dans l'enseignement général:S12-S13. Sa passion pour ce sujet lui a valu le rôle de président de la History of Science Society de 1947 à 1950:S12. Il a aidé à la fondation d'institutions telles que la Bibliothèque médicale Harvey Cushing/John Hay Whitney (1941), les Logan Clendening Lectures in the History of Medicine à l'Université du Kansas en 1950, le Yale Department of History of Medicine (avec Harvey Cushing et Arnold Klebs en 1951) et le Yale Department of the History of Science and Medicine en 1959:561. Madeline Stanton (en), qui était bibliothécaire des collections historiques à la Medical Historical Library de Yale, était également une co-auteure fréquente avec Fulton d'ouvrages concernant l'histoire des sciences et l'organisation des sources sur le même sujet.
Pendant son mandat de président de la History of Science Society, il a été membre du comité de rédaction de sa revue historique Isis:560 et a contribué à la stabiliser afin qu'elle puisse gagner en popularité :S13. Il a également organisé des réunions en 1947 pour le Comité sur l'histoire des sciences dans l'enseignement général, qui a créé un projet de collecte de matériaux à utiliser dans l'enseignement de l'histoire des sciences:S16.
Il plaide pour la traduction anglaise des textes historiques retraçant l'histoire des sciences :S17. Il avait un passe-temps en tant que collectionneur passionné de livres et il a fait don d'une grande partie de sa collection à la bibliothèque historique médicale de Yale. Il a également ajouté son propre travail à ces collections. Il a écrit des biographies sur Harvey Cushing, Benjamin Silliman, Robert Boyle, Girolamo Fracastoro, Richard Lower, John Mayow, Kenelm Digby et Joseph Priestley:562. Fulton a également découvert les premières publications d'Ambroise Paré, un chirurgien qui a vécu au XVIe siècle:562.

### Physiologie des primates
Fulton a créé le premier laboratoire de recherche sur les primates aux États-Unis. Au cours des années 1930, lui et d'autres scientifiques, dont Margaret Kennard, ont mené des études comparatives sur la localisation fonctionnelle (en) dans le cortex cérébral. Ils ont découvert que la lésion du cortex préfrontal créait des effets calmants chez les singes. Fulton a proposé, mais n'a pas mis en œuvre, l'idée d'utiliser cette technique sur des humains pour soulager les maladies mentales. Les découvertes de l'équipe de Fulton ont influencé le neurologue portugais Egas Moniz, qui a développé la pratique médicale de la lobotomie frontale chez l'homme et qui a remporté le prix Nobel pour ses travaux en 1949:561.
Les travaux de Fulton dans le domaine de la neurophysiologie ont conduit à la création du Journal of Neurophysiology en 1938:561.

### Seconde Guerre mondiale
L'impact des études de Fulton en neurophysiologie s'est étendu à l'armée pendant la Seconde Guerre mondiale. Fulton a créé l'unité de recherche aéro-médicale de Yale, qui a duré de 1940 à 1951. Il a fait de grands progrès dans les domaines de la médecine aéronautique ainsi que du vol à haute altitude, ce qui a valu à Fulton de recevoir divers honneurs (ci-dessous):561.

## Récompenses et honneurs
- Officier honoraire de l'Ordre de l'Empire britannique, division civile[3]:561
- Officier de la Légion d'honneur française[3]:561
- Commandeur de l'Ordre de Léopold de Belgique[3]:561
- 1955 Médaille John Fulton de la Société pour l'histoire des sciences médicales
- 1958 Médaille George Sarton de la History of Science Society[2]:S25 pour "contributions exceptionnelles à l'histoire des sciences"[3]:562

## Publications

### Livres
- Fulton, J. F. (1926) Muscular Contraction and the Reflex Control of Movement. Williams & Wilkins, Baltimore.
- Fulton, J. F. (1930) Selected Readings in the History of Physiology. Charles C. Thomas, Baltimore.
- Fulton, J. F. (1938) Physiology of the Nervous System. Oxford University Press, London.
- Fulton, J. F. (1944) A Visit to Le Puy-en-Velay by Harvey Cushing. The Rowfant Club, Cleveland.
- Fulton, J. F. (1946) Harvey Cushing: A Biography. Charles Thomas, Springfield.
- Fulton, John F. et Madeline Stanton (en) (1946)The centennial of surgical anesthesia: an annotated catalogue of books and pamphlets bearing on the early history of surgical anesthesia, exhibited at the Yale Medical Library, October 1946. New York: Henry Schuman,
- Fulton, J. F. &  Thomson, E. H. (1947) Benjamin Silliman, 1779-1864, Pathfinder in American Science. Schuman, New York.
- Fulton, J. F. (1949) Functional Localization in the Frontal Lobes and Cerebellum. Clarendon Press, Oxford.
- Fulton, J. F. (1951) Frontal Lobotomy and Affective Behavior: A Neurological Analysis. W. W. Norton, New York.
- Fulton, J. F. (Ed) (1951) Decompression Sickness, Caisson Sickness, Divers and Fliers Bends and Related Syndromes. Saunders, Philadelphia.
- Fulton, John F., et Madeline Stanton (en) (1953) Michael Servetus, humanist and martyr. New York.
- Fulton, John F. et Madeline Stanton (en) (1954) "Bibliography of Galvani's writings on animal electricity," in Luigi Galvani, Commentary on the effects of electricity on muscular motion...together with a facsimile of Galvani's De viribus electricitatis in motu musculari commentarius (1791), and a bibliography of the editions and translations of Galvani's book... Norwalk, CT: Burndy Library, pp. 159-171.
- Fulton, John F., Frederick G. Kilgour and Madeline E. Stanton (1962) Yale Medical Library: the formation and growth of its Historical Library. New Haven.

### Articles
- Fulton, J. F. "Robert Boyle and His Influence on Thought in the Seventeenth Century," Isis, 1932, 18:77-102.
- Fulton, J. F. "A Bibliography of the Honourable Robert Boyle," Proceedings of the Oxford Bibliographical Society, 1932, 3:1-172.
- Fulton, J. F. & Kennard, M. "A study of flaccid and spastic paralysis produced by lesions of the cerebral cortex in primates," Proc Ass Res Nerv Ment Dis, 1932, 13:158-210.
- Fulton, J. F. "The Centenary of the Sheffield Scientific School," Isis, 1947, 38:100-101.
- Fulton, J. F. "The History of Science at Cornell University," Isis, 1947, 38:99.
- Fulton, J. F. "Physiological Basis Frontal Lobotomy," Acta Medica Scandinavica, suppl., 1947, 196:617-625.
- Fulton, J. F. "The Surgical Approach to Mental Disorder," McGill Medical Journal, 1948, 17:133-145.
- Fulton, J. F., Frederick G. Kilgour, and Madeline E. Stanton, "Die Medizinische Bibliothek der Universität Yale,” Zeitschrift der Schweizerischen Bibliophilen Gesellschaft 2 (2) (1959): 87-102.

### Autres
- Fulton, J. F. (1926) Muscular contraction and the reflex control of movement. Doctorate thesis. Baltimore, Williams & Wilkins.
- Fulton, J. F. "The Needs of Historians of Science" (lu à la Conférence sur la Place des Sciences dans l'éducation générale, Harvard University, Cambridge, Massachusetts, on 9 July 1949), p. 1, "Conant – Conference on Science in General Education," BSh86, Richard Harrison Shryock Papers, American Philosophical Society.